# Anomostomus
Anomostomus es un  género de coleópteros adéfagos de la familia Carabidae.

## Especies
- Anomostomus laevigatus (Kuntzen, 1919) MAD
- Anomostomus orientalis Andrewes, 1923 IND , SRL
- Anomostomus torridus LaFerte-Senectere, 1853